# Шолтани
Шолтани (пол. Szołtany) — село в Польщі, у гміні Пунськ Сейненського повіту Підляського воєводства.
Населення — 117 осіб (2011).
У 1975—1998 роках село належало до Сувальського воєводства.

## Демографія
Демографічна структура станом на 31 березня 2011 року:
|          | Загалом | Допрацездатний вік | Працездатний вік | Постпрацездатний вік |
| -------- | ------- | ------------------ | ---------------- | -------------------- |
| Чоловіки | 63      | 14                 | 39               | 10                   |
| Жінки    | 54      | 11                 | 26               | 17                   |
| Разом    | 117     | 25                 | 65               | 27                   |